# Antonio Camacho Díaz
Antonio Camacho Díaz (El Paso, isla de La Palma, Canarias, 1927 - Houston, Texas, Estados Unidos, 2005). Fue un profesor e investigador español. Realizó sus primeros estudios en su ciudad natal, El Paso, y en Los Llanos de Aridane. Posteriormente se trasladó a Madrid donde se licenció en Matemáticas y se diplomó en Estadística Matemática. En 1965, se doctoró en Economía (Universidad de Minnesota, Estados Unidos) y, en 1970, en Matemáticas (Universidad Complutense de Madrid).
Trabajó como catedrático del Departamento de Economía en la Universidad de Illinois (Chicago, EE. UU.). Colaboró con las universidades norteamericanas de Northwestern (Chicago), Berkeley (California) y Purdue (Indiana), entre otras. También con la Universidad Central de Venezuela y con la Universidad de los Andes (Colombia). En España fue profesor visitante en la Autónoma de Barcelona. 
Algunos de sus campos de investigación fueron: la toma de decisiones bajo situaciones de incertidumbre, las economías de la información, la teoría de la utilidad, la decisión social, etc.
Publicó la mayor parte de sus trabajos en idioma inglés, destacando dos libros: Societies and Social Decision Functions: A Model with Focus on the Information Problem (1982) y Division of Labor, Variability, Coordination, and the Theory of Firms and Markets (1996).
También divulgó algunos de sus trabajos en revistas prestigiosas de investigación económica: Journal of Economic Behavior and Organization y Journal of Comparative Economics.

## Méritos, reconocimientos y condecoraciones
- Becario Fulbright Scholar.
- Universidad de Minnesota (EE. UU.): Professor Emeritus.
- Ayuntamiento de El Paso (La Palma, Canarias): Hijo Predilecto.
- Ayuntamiento de El Paso (La Palma, Canarias): Medalla de Oro.